# Оболь (смт)
О́боль (біл. Обаль) — селище міського типу в Вітебській області Білорусі, у Шумілінському районі.
Населення селища становить 3,0 тис. осіб (2006).

Картосхема містечка

| Білорусь | Це незавершена стаття з географії Білорусі. Ви можете допомогти проєкту, виправивши або дописавши її. |